# 덴마크 방송 교향악단

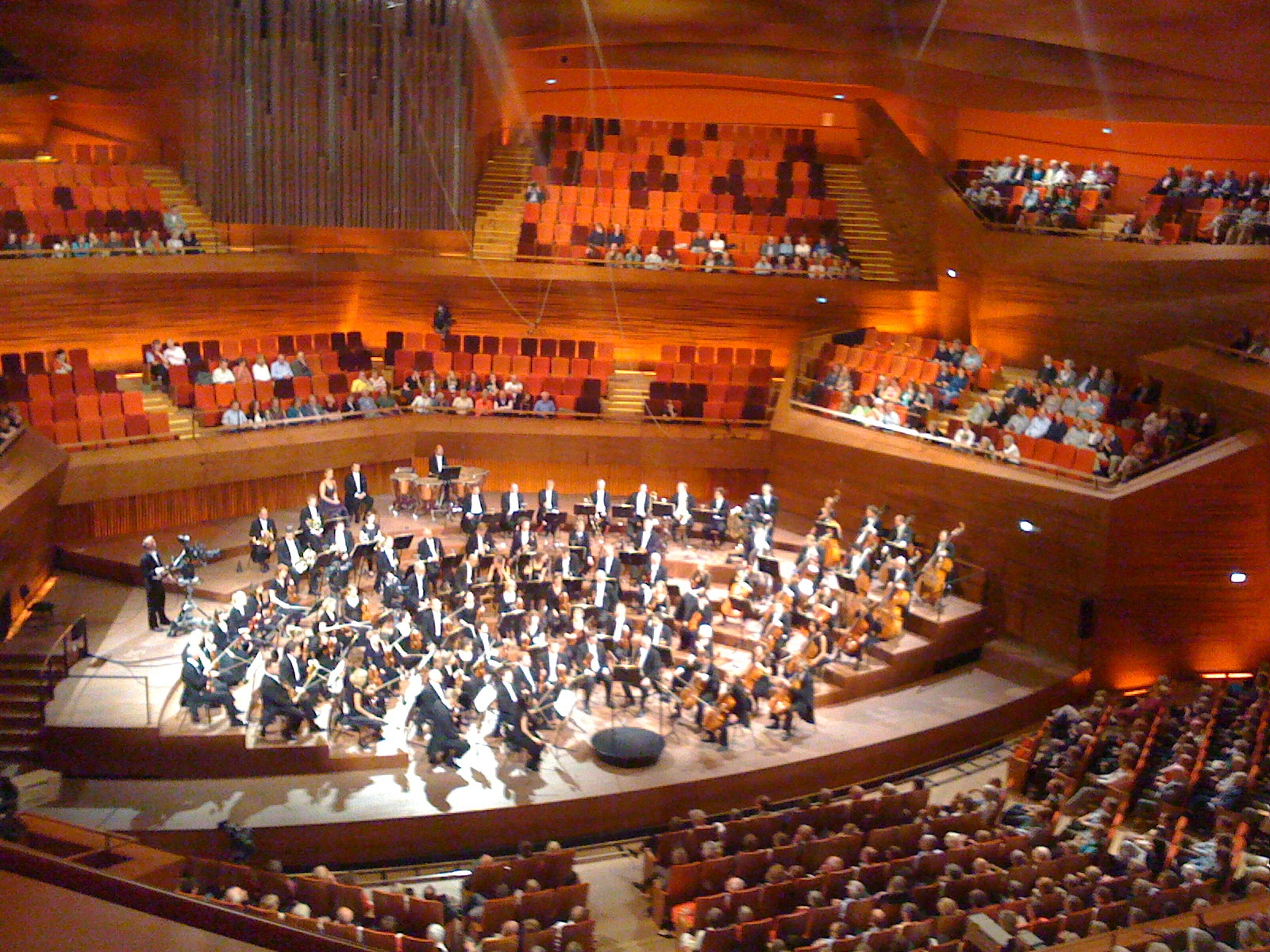

덴마크 방송 교향악단(덴마크어: DR Radiosymfoniorkestret, Danish National Symphony Orchestra)은 코펜하겐에 본거지를 둔 덴마크의 대표적인 관현악단이다. 국립 교향악단 자격도 보유하고 있기 때문에 대외적으로는 덴마크 국립 교향악단으로도 소개되고 있다.

## 역사
1925년에 덴마크 방송 협회(DR) 발족과 함께 부속 악단으로 창단되었으며, 그 해 10월 28일에 초대 상임 지휘자로 부임한 라우니 그뢴달의 지휘로 첫 공연을 개최했다. 창단 당시에는 단원 수가 불과 10여 명인 소규모 합주단 형태였으나, 이듬해 방송협회의 국영화와 함께 국립 악단 자격이 동시에 부여되었고 단원도 증원되었다. 1928년부터는 방송 연주 외에 악단 자체적으로 정기 연주회도 개최되기 시작했으며, 악단 편성도 정규 관현악단 수준으로 갖춰졌다.
그뢴달의 후임으로는 소련에서 망명해온 니콜라이 말코, 나치스의 탄압을 피해 덴마크로 옮긴 독일 지휘자 프리츠 부슈가 차례로 초빙되어 상임 지휘자를 역임했다. 그러나 부슈는 나치스 독일의 덴마크 침공으로 영국에 망명했고, 2차 세계대전 기간 동안에는 독일 출신 지휘자인 에릭 툭센이 사실상 상임 지휘자 대리로 활동했다.
종전 후에는 침체되어 있던 악단의 재건이 시작되었고, 1948년에는 정단원 92명 규모의 대규모 관현악단으로 개편되었다. 망명해 있던 부슈도 복귀해 1951년까지 활동했고, 이후 툭센과 토마스 옌센, 모겐스 뵐디케 등의 덴마크 지휘자들과 여타 국내외 객원 지휘자들이 공연을 이끌었다. 1967년에 스웨덴계 미국인 지휘자인 헤르베르트 블롬슈테트가 음악 감독 직책 겸임으로 부임했고, 블롬슈테트는 1977년에 스웨덴 방송 교향악단으로 옮겨갈 때까지 10년간 재임하며 북유럽 작품을 위시한 레퍼토리의 확장과 연주력 향상에 주력했다.
이후 얀 크렌츠, 한스 그라프, 람베르토 가르델리, 라이프 제거스탐, 울프 슈르머와 게르트 알브레히트가 차례로 상임 지휘자를 역임했으며, 2001년부터 수석 객원 지휘자로 활동하던 토마스 다우스고르가 2004년에 알브레히트의 후임으로 부임해 현재까지 재직 중이다. 이외에도 유리 테미르카노프가 수석 객원 지휘자로 활동하고 있으며, 블롬슈테트도 1977년 사임 후 악단 발전에 크게 이바지한 공로를 인정받아 명예 지휘자 직함으로 종종 출연하고 있다.
방송국 소속 관현악단으로는 가장 역사가 오래된 악단에 속하며, 카를 닐센을 위시한 자국과 북유럽 작곡가들의 작품 연주와 녹음 등에서 괄목할 만한 성과를 보여주고 있다. 음반은 1950년대에 영국의 데카나 EMI 등과 본격적으로 제작하기 시작했으며, 현재 자국 음반사인 다카포와 스웨덴의 비스 등 북유럽 음반사를 중심으로 녹음과 출반이 이루어지고 있다. 합창곡 연주 때는 덴마크 방송 합창단(DR Radiokoret, Danish Radio Chorus) 등 방송협회 소속 합창단들과 주로 공연하고 있다.
주요 공연장으로는 음악원 콘서트홀이나 티볼리 콘서트홀 등을 사용하고 있고, 장 누벨의 설계로 건설되고 있는 신축 공연장이 2009년 1월에 완공되면 이관될 예정이다.

## 역대 상임 지휘자
- 라우니 그뢴달 (1925-1927)
- 니콜라이 말코 (1930-1937)
- 프리츠 부슈 (1937-1951. 1940-1945년에는 활동 중지)
- 헤르베르트 블롬슈테트 (1967-1977 음악 감독 겸임. 이후 명예 지휘자)
- 얀 크렌츠 (1979-1982)
- 한스 그라프 (1983-1985)
- 람베르토 가르델리 (1986-1988)
- 라이프 제거스탐 (1988-1995)
- 울프 슈르머 (1995-1998)
- 게르트 알브레히트 (2000-2004)
- 토마스 다우스고르 (2004-2012)
- 라파엘 프뤼벡 데 부르고스 (2012-2014)
- 파비오 루이지 (2017-2020)